# André Harvey (homme politique fédéral)
Pour les articles homonymes, voir Harvey et André Harvey.
André Harvey, né le 16 septembre 1941 à Chicoutimi, est un enseignant et  homme politique du Saguenay–Lac-Saint-Jean (Québec).

## Biographie
Diplômé à l'Université Laval et à l'Université du Québec à Chicoutimi, il commence sa carrière comme professeur au secondaire et s'implique dans la politique municipale de la ville de Chicoutimi en devenant conseiller municipal en 1981. En 1984, il est élu député fédéral progressiste-conservateur de la circonscription Chicoutimi sous le gouvernement Mulroney. Réélu en 1988 avec une très forte majorité (près de 70 % des suffrages), Gilbert Fillion lui succède en 1993. De 1993 à 1997, il occupe le poste de conseiller pédagogique aux services aux entreprises à la Commission scolaire de Chicoutimi. En 1997, il parvient déloger le député sortant du Bloc québécois avec une mince avance et devient whip en chef du Parti progressiste-conservateur du Canada de 1997 à 2000. Il creusera son avance aux élections de 2000 alors qu'il joint le Parti libéral du Canada où il occupe les postes de secrétaire du ministre des Transports (2001-2003), de la Coopération internationale (2003) et des Ressources naturelles (2003-2004). Robert Bouchard lui succède en 2004. S'est présenté comme candidat du Parti libéral du Québec lors de l'élection provinciale de 2007. Il ne parvient pas à déloger le candidat péquiste Stéphane Bédard.

## Politique Fédérale

### Premier mandat (1984-1988)
| Parti | Parti                     | Candidat              | Voix   |
| ----- | ------------------------- | --------------------- | ------ |
|       | Progressiste-conservateur | André Harvey          | 22 304 |
|       | Libéral                   | Marcel Dionne         | 10 763 |
|       | Néo-démocrate             | Denise Côté           | 2 211  |
|       | Rhinocéros                | Réjean Fou Fournier   | 801    |
|       | Nationaliste du Québec    | Marie-Claude Desloges | 626    |

### Deuxième mandat (1988-1993)
| Parti | Parti                     | Candidat          | Voix   |
| ----- | ------------------------- | ----------------- | ------ |
|       | Progressiste-conservateur | André Harvey      | 30 559 |
|       | Libéral                   | Laval Gauthier    | 8 047  |
|       | Néo-démocrate             | Mustapha Elayoubi | 4 870  |

| Parti | Parti                     | Candidat         | Voix   |
| ----- | ------------------------- | ---------------- | ------ |
|       | Bloc québécois            | Gilbert Fillion  | 29 392 |
|       | Progressiste-conservateur | André Harvey     | 11 038 |
|       | Libéral                   | Georges Frenette | 4 958  |
|       | Néo-démocrate             | Christine Moore  | 541    |

### Troisième mandat (1997-2000)
| Parti | Parti                     | Candidat        | Voix   |
| ----- | ------------------------- | --------------- | ------ |
|       | Progressiste-conservateur | André Harvey    | 18 598 |
|       | Bloc québécois            | Gilbert Fillion | 18 281 |
|       | Libéral                   | Éric Delisle    | 4 839  |
|       | Néo-démocrate             | Anne-Marie Buck | 853    |

### Quatrième mandat (2000-2004)
| Parti | Parti                | Candidat                | Voix   |
| ----- | -------------------- | ----------------------- | ------ |
|       | Libéral              | André Harvey            | 20 105 |
|       | Bloc québécois       | Noël Tremblay           | 15 073 |
|       | Indépendant (Canada) | Mauril Desbiens         | 3 797  |
|       | Allianciste          | Douglas Schroeder-Tabah | 2 001  |
|       | Néo-démocrate        | Alain Ranger            | 698    |

| Parti | Parti          | Candidat          | Voix   |
| ----- | -------------- | ----------------- | ------ |
|       | Bloc québécois | Robert Bouchard   | 20 650 |
|       | Libéral        | André Harvey      | 19 787 |
|       | Conservateur   | Alcide Boudreault | 2 385  |
|       | Néo-démocrate  | Éric Dubois       | 1 699  |
|       | Parti Vert     | Paul Tremblay     | 1 038  |

| Parti | Parti          | Candidat             | Voix   |
| ----- | -------------- | -------------------- | ------ |
|       | Bloc québécois | Robert Bouchard      | 19 226 |
|       | Libéral        | André Harvey         | 14 581 |
|       | Conservateur   | Alcide Boudreault    | 12 350 |
|       | Néo-démocrate  | Éric Dubois          | 2 571  |
|       | Parti Vert     | Jean-Martin Gauthier | 1 226  |

## Politique provinciale
| Chicoutimi                           | Chicoutimi                           | Chicoutimi                           | Chicoutimi                           | Chicoutimi                           |
| Élection générale québécoise de 2007 | Élection générale québécoise de 2007 | Élection générale québécoise de 2007 | Élection générale québécoise de 2007 | Élection générale québécoise de 2007 |
| Candidat                             | Candidat                             | Parti                                | # de voix                            | % des voix                           |
| ------------------------------------ | ------------------------------------ | ------------------------------------ | ------------------------------------ | ------------------------------------ |
|                                      | Stéphane Bédard                      | Parti québécois                      | 13 965                               | 39,97 %                              |
|                                      | André Harvey                         | Libéral                              | 12 919                               | 36,98 %                              |
|                                      | Luc Picard                           | ADQ                                  | 6 155                                | 17,62 %                              |
|                                      | Colette Fournier                     | Québec solidaire                     | 1 093                                | 3,13 %                               |
|                                      | Daniel Fortin                        | Vert                                 | 803                                  | 2,30 %                               |
| Total                                | Total                                | Total                                | 34 935                               |                                      |
| Taux de participation                | Taux de participation                | Taux de participation                | Taux de participation                | 76,45 %                              |